# Cessnock (Glasgow)
Pour les articles homonymes, voir Cessnock (homonymie).
Cessnock est un quartier de la ville de Glasgow, en Écosse. Il est situé au sud du fleuve Clyde et faisait partie de l’ancien bourg de Govan. La rue principale de Cessnock est Paisley Road West, qui s’étend vers l’ouest en direction de Paisley et vers l’est à travers Kinning Park jusqu’à Paisley Toll.

## Transports
Cette zone est desservie par la station de métro Cessnock. De nombreux bus s’arrêtent sur Paisley Road West, le plus souvent la route numéro 9, offrant un accès rapide en direction de l’est au centre-ville et en direction de l’ouest à Govan et Paisley.
La gare de Dumbreck est accessible par une passerelle qui traverse l’autoroute M8 à Clifford Street. La gare du centre d’exposition est accessible depuis Cessnock en suivant l’itinéraire jusqu’au SECC.

## Points de repère
- Walmer Crescent conçu par Alexander « Greek » Thomson
- Station de métro Cessnock

## Architecture
Walmer Crescent, un immeuble incurvé conçu par l’un des architectes les plus célèbres de Glasgow, Alexander « Greek » Thomson, est situé dans Cessnock.
Le siège de BBC Scotland se trouve à dix minutes à pied au nord de Cessnock, à Pacific Quay. Le bâtiment a été ouvert en 2007 et conçu par David Chipperfield Architects.
La maison conçue pour un amateur d’art par un autre architecte célèbre de Glasgow, Charles Rennie Mackintosh, est située dans Bellahouston Park , à la limite sud de Cessnock.

## Parcs
Festival Park est au nord et Plantation Park à l’est. Bellahouston Park et Pollok Park sont accessibles à pied.

## Quartiers adjacents
- Kinning Park
- Bellahouston Park
- Ibrox